# Michelle Fourez
Pour les articles homonymes, voir Fourez.
Michelle Fourez  est une écrivain belge née en 1951
licenciée en philologie romane et hispanique (ULB).

## Œuvres

### Romans en Français
- Les bons Soirs de juin, Alinéa, Aix-en-provence, 1992,  (ISBN 2740100426)

- Le Chant aveugle , Luce Wilquin, Lausanne, 1995.  (ISBN 9782868332851)

- À Contretemps, Luce Wilquin, Avin, 2004.  (ISBN 978-2882532428)

- Ana, Luce Wilquin, Avin, 2005.  (ISBN 978-2882532763)

- Ferveur, Luce Wilquin, Avin, 2006.  (ISBN 978-2882533289)

- Seules, Luce Wilquin, Avin, 2010.  (ISBN 978-2882534088)

- Une famille , Luce Wilquin, Avin, 2013.  (ISBN 978-2882534620)

- Adrienne ne m’a pas écrit , Luce Wilquin, Avin, 2015 .  (ISBN 978-2882535122)[2]

- Élisabeth, en hiver, Luce Wilquin, Avin, (finaliste du prix Charles Plisnier)  2018.  (ISBN 978-2882535450)

- Terre mon corps, le Sablon, Bruxelles,  2021.  (ISBN 978-2-931112-15-1)[3],[4],[5]

### Nouvelles
- Saisons d'Escaut (recueil collectif de nouvelles, en compagnie de Françoise Lison-Leroy, Colette Nys-Masure, Michel Voiturier et Michèle Vilet), Unimuse, Tournai, 1986
- Quintine de la Glisserie (nouvelle historique), Audace, 2014
- Anthime, Louise eu leu sautes, Audace, 2021 (nouvelles en picard) – dont la nouvelle Louise Bel Air a reçu le Prix de la 1ère œuvre en langue endogène de la FWB 2021